# Majkrosoft prevodilac
Majkrosoft prevodilac je višejezički servis u oblaku mašinskog prevođenja koju obezbeđuje Majkosoft. Majkosoft prevodilac je deo Majkosoftovog kognitivnog servisa i integrisan je u više proizvoda za potrošače, programere i preduzeća, uključujući Bing, Microsoft Office, SharePoint, Microsoft Edge, Microsoft Lync, Yammer, Skype Translator, Visual Studio, i aplikacije Majkrosoft prevodilaca za Vindous, Vindous telefon, iPhone i Epl sat, i Android telefon i Android Wear.
Majkrosoft prevodilac takođe nudi prevođenje teksta i govora putem usluga u oblaku za preduzeća. Usluga za prevođenje teksta preko Translator teksta API-ja kreće se od besplatnog nivoa koji podržava dva miliona znakova mesečno, do plaćenih nivoa koji podržavaju milijarde znakova mesečno. Prevođenje govora preko Makrosoft govornih usluga se nudi na bazi vremena audio toka.
Usluga podržava prevod teksta između mnogih jezika i jezičkih varijanti. Takođe podržava nekoliko sistema za prevođenje govora koji trenutno pokreću funkciju Majkrosoft prevodioca za razgovor uživo, Skajp prevodilac i Skajp za Vindous desktop, i Majkrosoft prevodiočeve aplikacije za iOS i Android.

## Spoljašnje veze
- „Free Translator for Text or Internet”. microsofttranslator.com. (copyright of Microsoft)
- „Use of Microsoft Copyrighted Content”. Microsoft.
- „Translator for Bing. Help & FAQs.” (на језику: енглески). Архивирано из оригинала 12. 8. 2018. г. Приступљено 12. 8. 2018.
- „Microsoft Translator Team Blog” (на језику: енглески).
- „Microsoft Translator on the Microsoft Developer Network” (на језику: енглески).